# Kiluba
Kiluba (auch: Luba-Katanga oder Luba-Shaba) ist eine im Südosten der Demokratischen Republik Kongo verbreitete Bantusprache mit ca. 3 Mio. Sprechern.
Sie ist nahe verwandt mit Tschiluba. Sie gehört mit den Sprachen Swahili, Lingála und Kikongo zu den vier Nationalsprachen der Demokratischen Republik Kongo. Seit Mitte des 20. Jahrhunderts findet das Kiluba begrenzte schriftliche Verwendung.
Kiluba ist die Sprache des Luba-Volkes in der Region Katanga und Lomani. Mittlerweile verstehen die Sprache auch viele andere Völker des Kongo, da sie im Alltag mit den Luba zusammenleben.